# 18th & Vine
18th & Vine is een Amerikaans jazz-platenlabel, dat jazz, bebop, hardbop en souljazz uitbrengt. Het label heeft kantoren in New York en Portland. Het label wordt gedistribueerd door de mediaonderneming Allegro Media Group.
Op 18th & Vine zijn platen uitgekomen van onder meer Tyrone Smith, The Godfathers of Swing (met Bernard Purdie, Reuben Wilson en Grant Green, Jr.), Rodney Jones, Bill Easley, Louis Hayes, Akiko Tsuruga, Gene Ludwig, Sonny Fortune en Onaje Allan Gumbs.